# Детектор магнитных аномалий

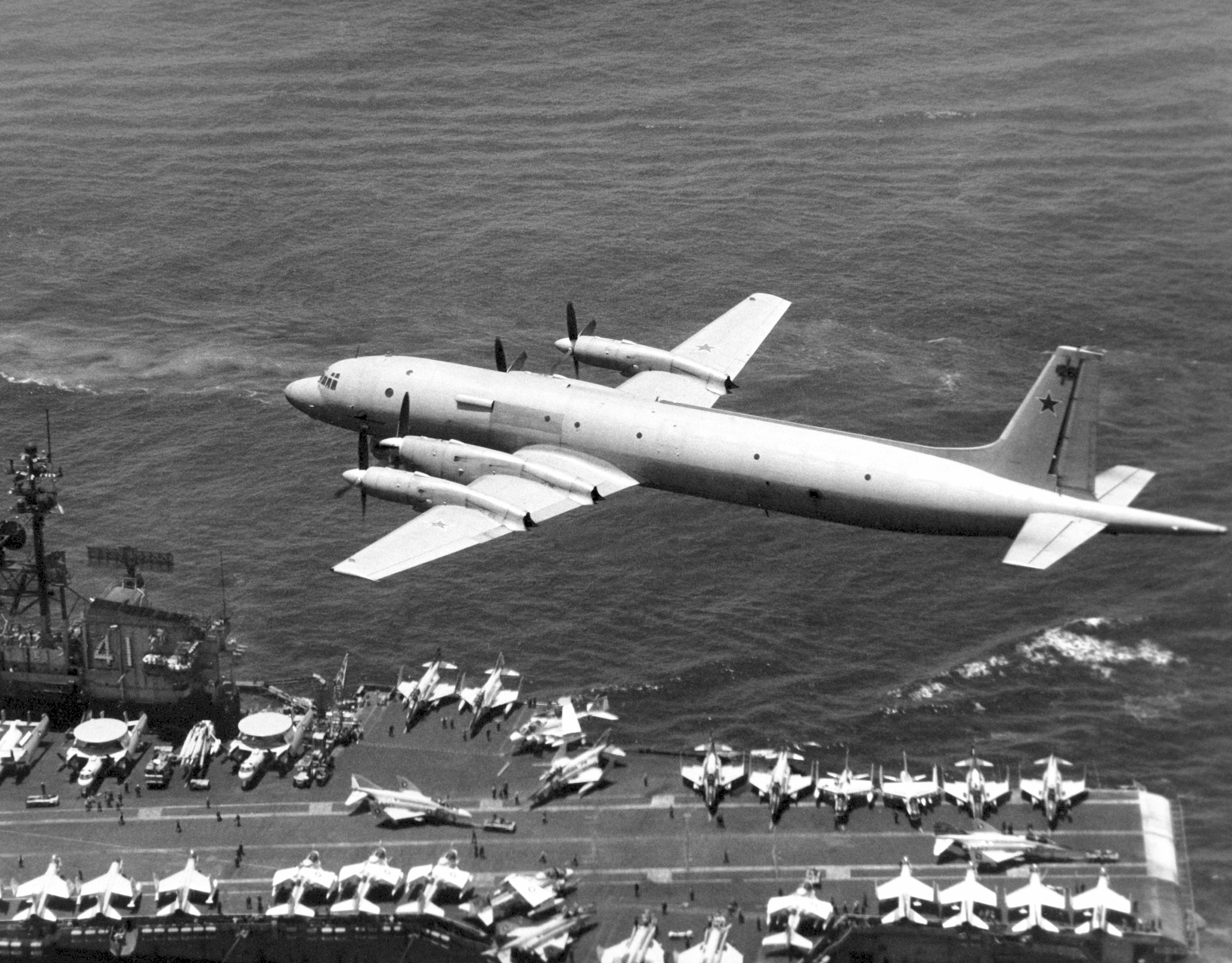
Штанга ДМА на хвостовом оперении Ил-38

Детектор магнитных аномалий, ДМА — устройство, предназначенное для поиска возмущений в магнитном поле Земли. ДМА широко используется в противолодочной обороне. Начало использования детекторов магнитных аномалий в военном деле относится ко Второй мировой войне.
Принцип действия детектора довольно прост: ДМА по сути представляет собой большой магнит, способный на небольшом расстоянии — в среднем не более 2 морских миль, уловить смещение магнитного момента, вызванного крупным объектом из материала с большой магнитной восприимчивостью.
Преимуществом метода обнаружения подводных лодок с использованием ДМА перед гидролокацией является независимость точности работы ДМА от температуры воды и от акустических характеристик подводной лодки. В то же время, ДМА не может применяться для дальнего обнаружения, а также неспособен отличить свою субмарину от субмарины противника (при гидролокации это возможно при составлении акустической картины работы винтов корабля).
ДМА применяется в авиации — на противолодочных самолётах и вертолётах (в этом случае ДМА выносится на штангу как можно дальше от корпуса, чтобы сам носитель не искажал работу прибора), а также на кораблях (при работе выбрасывается на буксир).